# Trueno (rapero)
Mateo Palacios Corazzina (Buenos Aires, 25 de marzo de 2002), conocido por su nombre artístico Trueno, es un rapero, cantante y compositor argentino.
Comenzó su carrera en las batallas de freestyle a los catorce años, cuando intentó participar en los torneos porteños "A Cara de Perro Zoo Juniors" y "Red Bull Regional". Al año siguiente, se consagró campeón de la competencia "A Cara de Perro Zoo Juniors". Más tarde participó en varios torneos de freestyle, tanto nacionales como internacionales. 
En 2017, apoyado por el sello discográfico Neuen, comenzó con su carrera musical al lanzar su sencillo debut «K.I.N.G.», y ese mismo año se consagró campeón de la competencia “Cruce de Campeones”. Trueno tomó mucha relevancia al grabar la «BZRP Freestyle Sessions, Vol. 6» y la «BZRP Music Sessions, Vol. 16», y tras ganar los torneos Freestyle Master Series de Argentina y la edición argentina de la Batalla de Gallos de Red Bull. Tras su éxito, anunció su retiro de las batallas de freestyle y se centró principalmente en su carrera musical. 
En 2020 lanzó su álbum debut de estudio Atrevido, bajo el sello discográfico Neuen y distribuido por Sony Music Latin. En 2022 lanzó su segundo álbum de estudio titulado Bien o mal bajo su sello Sur Capital Records. En 2024 publicó su tercer álbum de estudio El último baile, que consta de trece canciones.

## Biografía
Mateo Palacios Corazzina nació el 25 de marzo de 2002 en La Boca, barrio perteneciente a la Ciudad Autónoma de Buenos Aires. Es hijo de Juliana Corazzina y Pedro Palacios, un rapero uruguayo conocido por su nombre artístico MC Peligro —exmiembro del grupo Diferentes Actitudes Juveniles y actual líder del colectivo artístico Sur Capital Clika—. Su abuelo paterno, Yamandú Palacios, también fue un destacado músico y guitarrista del género folklore, habiendo llegado a tocar junto a artistas como Alfredo Zitarrosa, Joaquín Sabina o Joan Manuel Serrat. Como manifestó en varias entrevistas la música de su padre fue su más grande influencia musical. Desde los tres años y gracias al apoyo que su padre le proporcionó, comenzó a realizar beatbox, a la vez que se interesó por el break dance. Pedro Palacios, en una entrevista con el periódico Clarín, comentó que le prestó un micrófono a Mateo cuando tenía cuatro años, con el fin de que probase el sonido: «Me hizo los coros de un tema contra el paco. Se sabía toda la letra». A pesar de estar fuertemente influenciado por la música hip hop, no se enamoró del género hasta sus cinco años, cuando vio la película 8 Mile —de 2003; dirigida por el cineasta estadounidense Curtis Hanson—, que llevó a que su padre lo llevase a una batalla de gallos, donde conoció el freestyle. Según comentó Trueno al medio Urban Roosters, comenzó a rapear cuando tenía siete años de edad y contó con el apoyo de sus profesores, quienes «entendían lo que hacía». A la par que practicaba con la música, decidió abrir a sus doce años, un canal de YouTube llamado Mateo Palacios donde subía principalmente videoblogs con temáticas humorísticas.

## Carrera artística

### 2015-2018: Competición internacional y primeros sencillos
| «La competencia fue con vistas al panorama actual, y una de las sorpresas del cartel fue la inclusión de Trueno, flamante ganador de ACDP Juniors con una presencia notable para sus 14 años. En Vans se confirmó como una de las promesas más grandes de la escena nacional. [...] Trueno mostró que a veces no importa ganar el primer puesto, él se llevó el respeto de toda una escena en pleno auge y se consolidó como una de las promesas más grandes de la historia»—El Estilo Libre. |

En 2015, con trece años, participó por primera vez en un torneo de freestyle a nivel nacional: "A Cara de Perro Zoo Juniors", celebrado en Tecnópolis. Trueno se mostró optimista antes del torneo, comentando que «iba a entrar, e iba a ganar», sin embargo, no mostró un buen desempeño durante la primera clasificatoria y terminó siendo eliminado. Según comentó su padre, «no dijo una sola palabra en todo el viaje de vuelta». Ese mismo año, intentó participar en la Red Bull Regional de Buenos Aires, pero también resultó eliminado en su primer enfrentamiento. En 2016, a sus catorce años, volvió a participar en A Cara de Perro Zoo Juniors, donde resultó vencedor. «Siempre me importó lo que digan de mí. Decían que estaba sobrevalorado porque era chiquito o porque mi viejo era rapero y yo pensaba ¿qué hice mal? Me costó, pero ahora entiendo que no puedo detenerme en eso». Tras su victoria, fue invitado a participar en una competición de freestyle organizada por la empresa de moda Vans, con motivo de celebración por los cincuenta años de la creación de dicha marca. En dicha competición, celebrada el 27 de mayo, consiguió llegar hasta las semifinales, donde fue derrotado por el rapero de origen barilochense Zonda. Su participación en esta competición fue elogiada por el medio El Estilo Libre, quien consideró que Trueno «rozó la perfección», además de comentar que, en la parte clásica de la contienda, «se lo pudo ver a Trueno un poco mejor que el de Bariloche». No volvió a participar de una batalla hasta el 17 de julio, donde participó en la quinta fecha de la temporada 2016 en la competición El Quinto Escalón. En dicha fecha, fue eliminado en los octavos de final por el rapero porteño Klan en la modalidad 1vs1vs1. Volvió a participar en la sexta fecha de dicha competición, donde nuevamente fue eliminado en octavos de final en la modalidad 1vs1vs1, donde resultó vencedor el rapero Dani. A mediados de agosto, participó en la primera fecha de la Copa Las Vegas, allí consiguió avanzar hasta semifinales antes de ser eliminado. No obstante, a finales de ese mes, el rapero mexicano Aczino se fijó en él y lo invitó a participar del torneo Supremacía MC, cual fue su primera competición a nivel internacional. Nuevamente, Palacios logró avanzar hasta las semifinales, donde fue derrotado por el rapero peruano Stick. Posteriormente y nuevamente en Argentina, participó de la séptima fecha de El Quinto Escalón donde, por primera vez en esta competición, consiguió llegar hasta cuartos de final, donde fue eliminado por el rapero Ecko.
Debido a su consagración como campeón en la competición ACDP Zoo Juniors, Trueno compitió en la categoría principal de dicha competición: A Cara de Perro Zoo. Trueno mostró un buen desempeño en dicha competición, sin embargo, fue eliminado en la ronda final perdiendo contra el rapero Cacha. A finales de octubre, participó en la última fecha de El Quinto Escalón, donde resultó eliminado en los octavos de final por el rapero Legar. Para cerrar el año, decidió participar en el torneo Ego Fest 2016. En esa competición fue eliminado por Ecko en los octavos de final. El 28 de mayo de 2017 retornó a El Quinto Escalón, y participó en la segunda fecha de la temporada. En dicha presentación, Trueno fue eliminado en octavos de final ante el trapero oriundo de Almagro, Duki. Unas pocas semanas después, el 15 de junio lanzó, junto con un videoclip a cargo de Mauro Pérez Quinteros, su sencillo debut: «K.I.N.G», bajo el sello discográfico NEUEN. «Lo mío es la actitud y la contundencia de las rimas. Mis canciones salen de una noche en la que se me prende la lamparita y las escribo en 15 minutos. [...] Lo que está de moda, está de moda». En el mes siguiente, participó en la edición 2017 de la competición de freestyle, Cruce de Campeones. El evento se realizó en el Teatro Gran Rex y, allí, Trueno se coronó como vencedor del torneo tras vencer al rapero Cacha. El medio digital El Estilo Libre, comentó que «Trueno se destacó una vez más arriba del escenario», además de declarar que dicho evento «marcó historia en la escena del freestyle argentino». Tras esto, lanzó su segundo sencillo titulado «En La Ola», acompañado de un videoclip dirigido por León Pintos Alarcón. La canción se volvió muy popular en redes, lo que llevó a que el videoclip de la misma superase el millón de visitas en poco menos de dos semanas. Su éxito en redes llevó a que los organizadores del Club Media Fest Argentina le invitasen a realizar una batalla de exhibición. Esta presentación se realizó el día 14 de octubre y contó con la participación Dtoke, Underdann, y su padre MC Peligro. Para terminar el año, participó en la canción «Salamandra» de Underdann, publicada el 18 de noviembre. Durante la primera mitad de 2018, Trueno publicó dos canciones: «4AM» (25 de enero) y «Rain» (30 de mayo). La primera de estas, «4AM», fue lanzada junto con un videoclip dirigido por León Pintos Alarcón —mismo director del videoclip de «En La Ola»—. La segunda, «Rain», poducida por XOVOX, consiguió una gran popularidad en las redes y, en poco más de año y medio, superó las 15 millones de visitas en YouTube. Durante ese año, participó de la edición 2018 del campeonato FMS Argentina, donde mostró un bajo rendimiento en los enfrentamientos, y finalizó en el último lugar, con 8 puntos y perdiendo en 7 de las 9 fechas.  «Me quedaba viendo la batalla con los demás y me reía mucho, eso es lo que más vale, más que ganar o perder». Obtener el lugar más bajo de la tabla significaba que debía descender de categoría, sin embargo, los raperos Wos y Dani anunciaron su retiro del torneo, por lo que se dictó realizar un play-off entre los últimos y los primeros de la primera y segunda división respectivamente. En los últimos días de diciembre, publicó el sencillo «BOOM», que contó con la producción de XOVOX. Este se volvió muy popular en redes, por lo que llegó a superar las 14 millones de escuchas en YouTube en poco menos de un año.

### 2019: Sesiones con Bizarrap y éxito internacional
El 23 de marzo, Trueno fue invitado a participar del torneo Pangea, una competición internacional de freestyle celebrada en el Pepsi Center WTC en la Ciudad de México. Originalmente para este evento, Palacios haría dupla con el rapero Dtoke, pero finalmente fue sustituido por el rapero porteño Replik. Allí, la pareja fue eliminada en los octavos de final por el dúo iberochileno Zasko y Ricto. Cuatro días después y en el teatro municipal de Lomas de Zamora, compitió contra el rapero Tuqu en las play-off dictadas para definir quien competiría en el torneo FMS Argentina. En el evento, Trueno resultó vencedor con 350 puntos obtenidos sobre 326 de su rival, con lo que se aseguró un lugar en la competición de ese año. Al mes siguiente, fue invitado a realizar una batalla de exhibición en el Lollapalooza Argentina junto con los raperos Dtoke, Papo, Dozer, MKS y Dani. Unos meses más tarde, Trueno fue elegido junto con los raperos Wos y Papo para representar al team Argentina en la edición 2019 de la competición internacional God Level. Allí, el trío de argentinos consiguió terminar en el segundo lugar, perdiendo en la ronda final contra el team Chile. La relevancia que Trueno había conseguido, llevó a que el productor musical Bizarrap se fijara en él, y le invitase a grabar la sesión de freestyle «BZRP freestyle Sessions #6», que se convirtió en un gran éxito en YouTube, por lo que superó en poco menos de seis meses las 18 millones de visitas y que, un año después, superó las 120 millones de visualizaciones, lo que le dio el récord del video de freestyle más visto en dicho sitio web. Unos meses más tarde, en agosto, lanzó la canción «Fresko» en colaboración con Bhavi y Halpe. El videoclip de esta, dirigido por Facu Ballve, consiguió mucha relevancia en las redes y logró superar las 18 millones de vistas en menos de seis meses. Este video fue patrocinado por la marca Axe y contó con el apoyo de Orishinal, quien fue la productora ejecutiva. Silvana Frenquel, jefa de operaciones de esta última, comentó que para realizar dicha campaña, tuvieron que «mapear a los artistas teniendo en cuenta su reach en redes sociales e interacción»: «Armamos un grupo de trabajo junto a U Studio y el Brand Management de Axe para preparar el lanzamiento y, si bien la campaña culminó con el lanzamiento del video en las redes de Bhaviboi, lo cierto es que con un mes de anticipación, ya estábamos compartiendo contenido de expectativa en las redes de la marca y de los artistas». A finales de dicho mes, fue invitado a una batalla de exhibición contra el rapero local Bion para el torneo BDM Cádiz 2019, celebrado en Arcos de la Frontera, España.

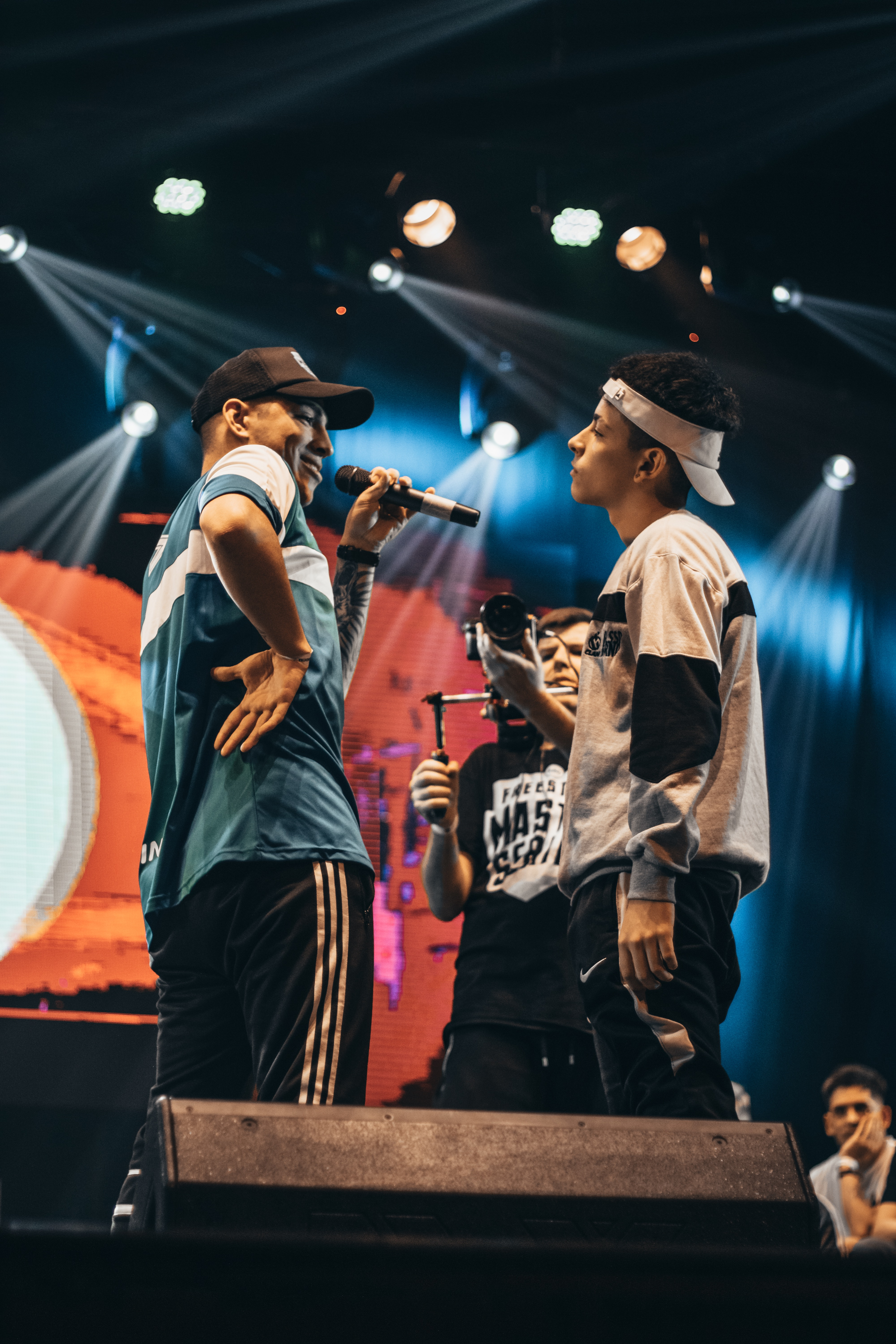
Nacho (izquierda) durante una batalla contra Trueno (derecha) en junio de 2019.

Más tarde y, en una batalla de la fase clasificatoria FMS Internacional, se presentó frente al rapero español Kaze, en un evento que contó con la participación del disc-jockey R de Rumba y realizado en la ciudad de Valencia. A principios de octubre, realizó nuevamente una sesión de freestyle con Bizarrap. La sesión «BZRP Music Sessions #16» fue publicada el 3 de octubre en YouTube y, automáticamente, Bizarrap la publicitó en redes con un tuit que decía: «ya ta en youtube spotify apel miusic y donde kieras bb». La canción se hizo con bastante popularidad en las redes, por lo que consiguió superar las 78 millones de visitas en poco menos de un año. Por otro lado, tuvo un buen paso por las charts de Argentina: Consiguió ingresar a la lista Billboard Argentina Hot 100, donde debutó en la 13.a posición. Unas semanas más tarde, Trueno participó en la competición de freestyle organizada por Red Bull: La edición argentina de Batalla de Gallos, celebrada en el Luna Park de Buenos Aires el 21 de octubre. 
Trueno tuvo un buen rendimiento y, tras ganar la ronda final al rapero Wolf, se consagró como campeón de dicha competición. Belén Filgueira, de Infobae, admiró el trabajo realizado por Palacios en la competencia: «Es de La Boca, tiene 17 años y con su flow se consagró campeón de la competencia más grande de freestyle del habla hispana. Ahora, viajará a España para competir por el campeonato internacional, el título que todo MC desea alcanzar». Pocos meses más tarde, se presentó junto al rapero venezolano Letra en la versión 2vs2 All Stars del torneo God Level. Allí, la dupla mostró un buen rendimiento y consiguió llegar hasta la final, donde fueron derrotados por el rapero Jaze y el argentino Stuart. 
A finales de noviembre y por su victoria en la versión nacional, fue elegido como uno de los representantes argentinos para la edición  Internacional  de Red Bull Batalla de Gallos. En el evento, Trueno logró avanzar hasta los cuartos de final, donde fue eliminado por el rapero mexicano Aczino. Tres días antes de finalizar el año, se disputó la última ronda de la FMS Argentina y, con 5 victorias y 4 derrotas, se coronó como campeón sobre el rapero Papu,que aunque superó a Trueno en cantidad de victorias, terminó siendo subcampeón por diferencia de puntos. El escritor Dante Conti —de la revista Silencio— comparó en una nota como Palacios «pasó de no estar convocado a la liga a ser el favorito» y de «ser el primer descendido a ser el puntero», además comentó que el artista era el «MC con mayor proyección de la historia del freestyle argentino».

### 2020-2021:AtrevidoyAtrevido en Vivo
El 20 de febrero de 2020, efectuó el lanzamiento del sencillo «Atrevido», —cual fue el primer sencillo promocional de su álbum debut— liberado junto con un videoclip dirigido por Facu Ballve. Tras publicar la canción, Trueno comentó lo siguiente: «En mi barrio, La Boca, hay gente que se atreve al bien y que se atreve al mal. El mensaje es atreverse al bien, a romper el hielo y luchar por tus sueños». «Atrevido» tuvo una gran popularidad en su primer día de lanzamiento, y en ese tiempo logró superar el millón de visitas. En los primeros días de marzo, y como vigente campeón de la edición argentina, participó en una batalla de la edición 2020 de la FMS Internacional, donde venció al rapero chileno El Menor en el Teatro Caupolicán, en Chile y consiguió un lugar en la gran final del torneo, realizada en la Plaza de toros de Acho, en Perú. Sin embargo, Palacios dijo en una entrevista que «ya no quería estar más en FMS», y acto seguido, decidió abandonar la competencia con el fin de darle prioridad a su «carrera artística», por lo que El Menor lo sustituyó en la final.
Al mismo tiempo que anunció su baja del torneo, anunció al público que estaba trabajando en su álbum debut titulado Atrevido y que este sería publicado a finales de marzo, sin embargo, decidió postergar la fecha de lanzamiento para el 25 de julio, debido a la pandemia de enfermedad por coronavirus: «Decidí postergar la fecha de lanzamiento del disco Atrevido porque no me da hacerme el gil cuando está todo re heavy». A finales de marzo, publicó el segundo sencillo promocional de su álbum: Producida por Taiu y Tatool, «Azul y Oro» (25 de marzo) es una canción que habla sobre su pasión por el equipo de fútbol Club Atlético Boca Juniors. Al igual que «Atrevido», el videoclip del sencillo consiguió mucha popularidad en YouTube y logró, en menos de un día, superar el millón de visitas.
A pesar de la fecha pactada era para el 25 de julio, Trueno decidió adelantar dos días el lanzamiento de su álbum debut, Atrevido. Lanzado bajo la discográfica NEUEN, el proyecto contó con diez canciones y con las colaboraciones de Wos, Alemán, Nicki Nicole y Bizarrap. Tras el lanzamiento, comentó lo siguiente en una entrevista: «Yo lo que busco es la representación de persona a persona y los featurings que tengo me representan todos en una gran parte, cada uno de una manera diferente». Las canciones «Sangría» —con Wos— y «Mamichula» —con Nicki Nicole y Bizarrap—, pertenecientes al proyecto, se popularizaron rápidamente. La primera de estas, «Sangría», superó las 800 mil visitas en YouTube en poco menos de un día, mientras que la canción «Mamichula» logró debutar en el primer puesto de la lista Argentina Hot 100 —esta fue la cuarta canción argentina en lograr encabezar dicha lista; Anteriormente, solo lo lograron Paulo Londra con «Cuando te besé» y «Adán y Eva», y Damas Gratis con «Me Vas a Extrañar»—, consiguió dos discos de platino en España, y superó las 100 millones de reproducciones en YouTube poco antes de un mes, y las 220 millones durante los siguientes seis meses. El 23 de agosto, hizo aparición en una de las portadas «séptimo aniversario» de la revista Billboard Argentina, por motivo de ser elegido por esta como el artista del mes. A finales de octubre y en colaboración con Bizarrap y Acru, lanzó la canción «Jugador del año», cual fue el tema oficial de la Primera División de Argentina. Acru comentó lo siguiente sobre la canción en una entrevista para Rolling Stone: «Buscamos transmitir la fusión que hay entre el mundo del rap y el fútbol. [...] Creo que los deportistas y los rappers muchas veces vienen de lugares muy similares. Tienen que tener horas de dedicación, entrenamiento, trabajo y disciplina para poder crecer y llegar a lugares nuevos».

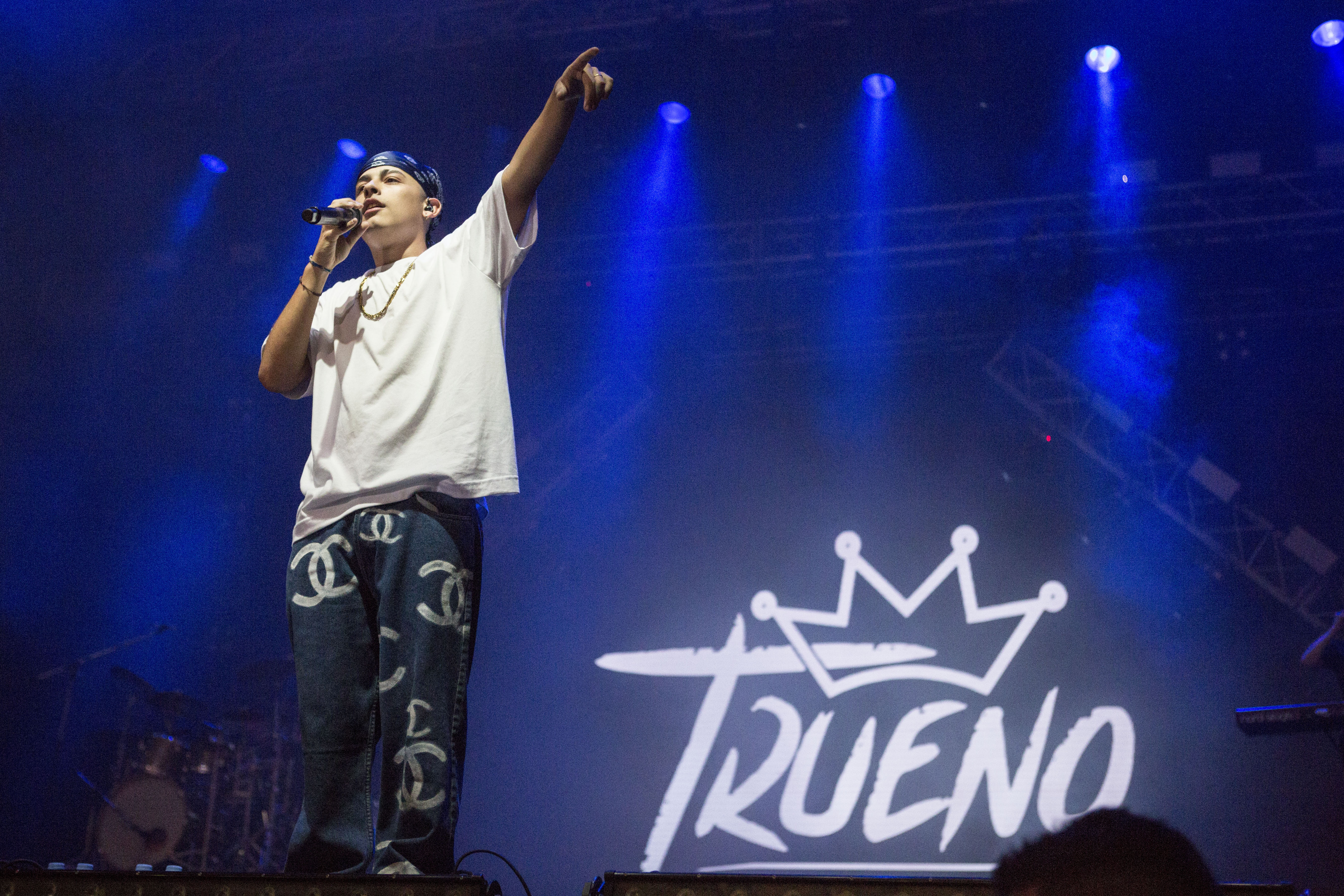
Trueno cerrando el evento Concurso Nacional de Hip Hop en noviembre del año 2021

Para cerrar el año, publicó en diciembre dos videoclips de canciones pertenecientes a su álbum debut: «Background» y «Ñeri». Ambos fueron dirigidos por El Dorado y Lucas Vignale, y el video de «Ñeri» fue grabado en el Estadio Alberto J. Armando. Es lanzamiento de este último fue anticipado por Palacios a través de sus redes sociales con la frase: «No sé si la tribuna está lista para que empiece el partido, dicen que empieza por finales de diciembre, ¿está lista la tribuna?». Tras la publicación del video escribió, a través de una publicación en Instagram, el siguiente mensaje: «Cerramos este hermoso año como el barrio lo pide».
El 15 de julio de 2021, en medio de Atrevido Tour lanzó «Solo por vos», el primer sencillo promocional de su futuro álbum de estudio titulado Bien o Mal, a este sencillo le seguirían «FEEL ME??» lanzado en septiembre y «Dance Crip» publicado en noviembre sucesivamente, los cuales figuraron rápidamente en Argentina Hot 100 de Billboard en el puesto 25 y 2 respectivamente.

### 2022-2024:Bien o mal
| «Argentina tiene mucho que decir, los políticos ordenan, las calles hablan, el pueblo protesta. Los jóvenes somos quienes tenemos la sartén por el mango, somos los soldados en esta guerra contra la injusticia, la represión y la desigualdad. Códigos en las paredes de los barrios, en los cartones que también son sábanas, en la basura que también es comida, en las manchas de sangre de la vereda que hoy solo son lagrimas secas. Las sirenas despiertan la realidad, los prejuicios, la búsqueda al inocente, Argentina, con su folclore y su historia, sus restos de dictadura, sus recuerdos de los que ya no están, el azar de los dados en el monopolio, Argentina, está luchando. A través de la música, los jóvenes y adultos alzamos el puño en alto sin miedo a la censura. Bien o mal a través de nuestro medio estamos luchando por nosotros mismos, sacrificando lo que tenemos y lo que no, en busca de La Paz. No hay diferencias, en la lucha todos somos uno, sin importar quién seas ni de dónde vengas, Argentina está presente, desde la protesta hasta la celebración, bien o mal, esta es nuestra realidad, todos estamos hechos de tierra y de sangre, bien o mal, los wachos estamos presentes y vamos a explotar la bomba desde adentro»—Trueno sobre «Argentina» de Bien o Mal |

Trueno comenzó su 2022 publicando «Jungle» junto a Randy y Bizarrap, sumando un sencillo más a su próximo álbum Bien o mal, este fue un reguetón que presentó en el Lollapalooza Chile por primera vez.
El 12 de mayo de 2022, publicó su segundo álbum de estudio, Bien o mal, centrado en las vivencias y expresiones de la cultura argentina, el cual se encontró dividido en tres discos, de seis temas, un tema y tres temas respectivamente. Una semana antes había lanzado «Manifiesto Freestyle», el cual se encasillo en el segundo disco.Uno de los sencillos más destacados del proyecto fue «Tierra Zanta» junto a Víctor Heredia, donde se centra en la vida de los pueblos latinoamericanos y enlaza a estos como hermanos y raíces de la historia sudamericana.También colaboro con Nathy Peluso en «Argentina», un sample de «Los ejes de mi carreta» de Atahualpa Yupanqui, dónde nombran a todas las provincias del país y hacen referencias de como se lo representa en el mundo.
El 16 de mayo de 2023 ganó el Gardel de Oro por su desempeño desde que comenzó su carrera y la recepción de Bien o Mal y junto a ello el Mejor álbum de música urbana. También ganó la Grabación del año junto a Nathy Peluso por «Argentina». El 12 de septiembre de ese mismo año, cerro en Madrid el tour de Bien o Mal presentándose en países como Estados Unidos, Argentina, España, México, entre otros.El 1 de marzo de 2024, hizo su primer concierto en el Festival Internacional de la Canción de Viña del Mar, logrando así ser el primer rapero en presentarse en el evento chileno.El show de más de 50 minutos le valió dos gaviotas de plata y oro.También dejó un mensaje en contra de las dictaduras cívico-militares que se produjeron en Chile y Argentina.Además, fue uno de los artistas más jóvenes en presentarse en toda la historia del Festival de Viña del Mar.

### 2024-act:El último baile
El 23 de mayo de 2024, publicó su tercer álbum de estudio titulado El último baile, que cuenta con trece sencillos y promocionales lanzados anteriormente a la fecha como «Tranky funky», «Ohh baby», y «The roof is on fire». Si bien comunicó que la temática principal del disco es en honor a los primeros 50 años del hip-hop, indirectamente está relacionado con las experiencias laborales y personales que vivió en el año 2023, como el cambio de equipo de trabajo o la ruptura de su relación.

## Influencias
Durante sus primeros años, Trueno tuvo tres influencias principales: la primera de estas es su padre, Pedro Palacios, quien desde muy pequeño metió a su hijo en el mundo del hip hop. El rapero ha reconocido que «si no hubiera tenido la influencia de su padre, no hubiera podido ser lo que es hoy». En varias entrevistas, reconoció que la película 8 Mile influyó mucho en su manera de ver el hip hop y, a pesar de reconocer a Eminem como una de sus influencias, en una entrevista para la edición 85 de la revista Billboard Argentina —publicada en agosto de 2020— comentó que se sentía más influenciado por el músico puertorriqueño Daddy Yankee: «Entre Daddy Yankee o Eminem, elijo a Daddy porque me crié con su música. Es cierto que vi la película de Eminem y escuché un montón de sus canciones pero por más que quiera no se inglés, lo que hacía era sentir su flow al momento de rapear». También, en su paso por la FMS Argentina se sintió muy prestigioso al estar batallando allí mientras el rimaba y El Misionero le festejaba sus rimas haciéndole crecer más su autoestima y agrandándolo para así poder ganar la FMS Argentina 2019.

## Controversias

### «Somos el nuevorock and roll»
En el tema «Sangría» ft. Wos — del álbum Atrevido —, se volvió muy polémico en las redes sociales porque contenía la siguiente frase: «te guste o no te guste somos el nuevo rock and roll, niño». El debate, con finalidad de ver si la música trap era realmente el rock and roll de la sociedad contemporánea, se llevó a cabo principalmente en la red social Twitter. Tras la avalancha de críticas negativas que Trueno recibió, la cantante Cazzu comentó sobre la situación en una entrevista para el periódico El Tiempo: «Uno de los artistas chicos del trap dijo: «le duela a quien le duela somos el nuevo rock and roll», y aunque a mí me pareció tan inocente, me asustó la manera en que defenestraron a esta criatura». En el debate también formó parte el músico argentino Andrés Calamaro, quien dijo: «Me parece bien que lo digan».
El periodista deportivo Pablo Carrozza comentó sobre su disconformidad con la frase a través de varios tuits, donde comentó que Trueno era «un raperito de moda que pensaba ser Spinetta y tenía menos rock que una revista de decoración», además dijo que «sería bueno que el padre deje de contar billetes y le explique a este nene de que se trata la historia del rock». El rapero Pluzito comentó sobre esta situación durante una entrevista para Página/12: «Si bien todavía las leyendas del hip hop no llegan a la estatura de las del rock. Yo hubiera dicho que «somos los nuevos rockstars». [...] Para la juventud las estrellas son raperos, traperos, hasta gamers». También comentó que «siempre hay viejas escuelas contra las nuevas»: «Pasa dentro del rap, con los que dicen que en los noventas era todo más real. Pero nadie se tiene que ofender, porque nadie puede hacer nada en contra del hip hop». Por otro lado, el escritor Luis Paz también para el medio de Página/12, realizó una nota extensa donde reflexionó sobre dicho tema. En esta señaló que, en términos económicos e industriales, «no hay dudas de que el trap es el nuevo rock: es el género que mueve la rueda, que genera trabajo y obra, que ocupa los espacios», a la vez que comentó que, en lo simbólico, «el trap funciona además como una nueva música metropolitana que revisa los lugares (los físicos y los lugares comunes) de la vida urbana de esta época: costumbres, pliegues, zonas grises»: «Es una cultura en expansión, que sigue siendo fundada cada día, y como tal tiene miles de errores y problemas intrínsecos como la sustentabilidad de su modelo de negocios o el machismo de sus contenidos. Pero en esa lista de cuestiones a resolver ni siquiera aparece lo que piense el rock sobre ellas. Ahí está la diferencia».

## Discografía
| Álbumes de estudio - 2020: Atrevido - 2022: Bien o mal - 2024: El último baile | Álbumes en vivo - 2021: Atrevido en vivo |

## Giras musicales
Giras
- 2021: Atrevido Tour
- 2022: Bien o mal Tour
- 2024-2025: El Último Baile World Tour

## Premios y nominaciones
| Premio                                               | Año  | Categoría                                | Nominado/trabajo                                             | Resultado | Ref.            |
| ---------------------------------------------------- | ---- | ---------------------------------------- | ------------------------------------------------------------ | --------- | --------------- |
| Festival Internacional de la Canción de Viña del Mar | 2024 | Gaviota de plata                         | Trueno                                                       | Ganador   | [ 122 ]         |
| Festival Internacional de la Canción de Viña del Mar | 2024 | Gaviota de oro                           | Trueno                                                       | Ganador   | [ 122 ]         |
| Los 40 Music Awards                                  | 2024 | Mejor álbum latino                       | El último baile                                              | Nominado  | [ 123 ]         |
| Los 40 Music Awards                                  | 2024 | Mejor canción urbana latina              | «Real Gangsta Love»                                          | Nominado  | [ 123 ]         |
| MTV Europe Music Awards                              | 2021 | Mejor artista latinoamericano sur        | Trueno                                                       | Nominado  | [ 124 ]         |
| MTV Europe Music Awards                              | 2024 | Mejor artista latinoamericano sur        | Trueno                                                       | Nominado  | [ 125 ]         |
| Premios Carlos Gardel                                | 2021 | Mejor nuevo artista                      | Atrevido                                                     | Nominado  | [ 126 ]         |
| Premios Carlos Gardel                                | 2021 | Mejor colaboración de música urbana/trap | «Mamichula» (con Nicki Nicole feat. Bizarrap, Taiu y Tatool) | Ganador   | [ 126 ]         |
| Premios Carlos Gardel                                | 2021 | Mejor canción de música urbana/trap      | «Mamichula» (con Nicki Nicole feat. Bizarrap, Taiu y Tatool) | Nominado  | [ 126 ]         |
| Premios Carlos Gardel                                | 2022 | Canción del año                          | «Dance Crip»                                                 | Nominado  | [ 127 ]         |
| Premios Carlos Gardel                                | 2022 | Grabación del año                        | «Dance Crip»                                                 | Nominado  | [ 127 ]         |
| Premios Carlos Gardel                                | 2022 | Mejor videoclip corto                    | «Dance Crip»                                                 | Ganador   | [ 127 ]         |
| Premios Carlos Gardel                                | 2022 | Mejor canción de música urbana           | «Dance Crip»                                                 | Ganador   | [ 127 ]         |
| Premios Carlos Gardel                                | 2022 | Mejor canción de música urbana           | «Salimo de noche» (con Tiago PZK)                            | Nominado  | [ 127 ]         |
| Premios Carlos Gardel                                | 2022 | Mejor colaboración de música urbana      | «Salimo de noche» (con Tiago PZK)                            | Nominado  | [ 127 ]         |
| Premios Carlos Gardel                                | 2022 | Mejor álbum en vivo                      | Atrevido en vivo                                             | Ganador   | [ 127 ]         |
| Premios Carlos Gardel                                | 2023 | Álbum del año                            | Bien o mal                                                   | Ganador   | [ 128 ]         |
| Premios Carlos Gardel                                | 2023 | Ingeniería de grabación                  | Bien o mal                                                   | Nominado  | [ 128 ]         |
| Premios Carlos Gardel                                | 2023 | Mejor álbum de música urbana             | Bien o mal                                                   | Ganador   | [ 128 ]         |
| Premios Carlos Gardel                                | 2023 | Canción del año                          | «Tierra zanta»                                               | Nominado  | [ 128 ]         |
| Premios Carlos Gardel                                | 2023 | Canción del año                          | «Argentina» (con Nathy Peluso)                               | Nominado  | [ 128 ]         |
| Premios Carlos Gardel                                | 2023 | Grabación del año                        | «Argentina» (con Nathy Peluso)                               | Ganador   | [ 128 ]         |
| Premios Carlos Gardel                                | 2023 | Mejor canción de música urbana           | «Argentina» (con Nathy Peluso)                               | Nominado  | [ 128 ]         |
| Premios Carlos Gardel                                | 2023 | Mejor canción de música urbana           | «Sudaka» (con Dante Spinetta)                                | Nominado  | [ 128 ]         |
| Premios Carlos Gardel                                | 2023 | Mejor colaboración de música urbana      | «Sudaka» (con Dante Spinetta)                                | Ganador   | [ 128 ]         |
| Premios Carlos Gardel                                | 2024 | Canción del año                          | «Tranky Funky»                                               | Nominado  | [ 129 ]         |
| Premios Carlos Gardel                                | 2024 | Grabación del año                        | «Tranky Funky»                                               | Nominado  | [ 129 ]         |
| Premios Carlos Gardel                                | 2024 | Mejor canción de música urbana           | «Tranky Funky»                                               | Nominado  | [ 129 ]         |
| Premios Carlos Gardel                                | 2024 | Mejor colaboración de música urbana      | «Fuck el police (Remix)» (con Cypress Hill)                  | Nominado  | [ 129 ]         |
| Premios Carlos Gardel                                | 2024 | Mejor videoclip corto                    | «Fuck el police (Remix)» (con Cypress Hill)                  | Nominado  | [ 129 ]         |
| Premios Carlos Gardel                                | 2025 | Álbum del año                            | El último baile                                              | Nominado  | [ 130 ] [ 131 ] |
| Premios Carlos Gardel                                | 2025 | Mejor álbum de música urbano             | El último baile                                              | Ganador   | [ 130 ] [ 131 ] |
| Premios Carlos Gardel                                | 2025 | Canción del año                          | «Real Gangsta Love»                                          | Nominado  | [ 130 ] [ 131 ] |
| Premios Carlos Gardel                                | 2025 | Grabación del año                        | «Real Gangsta Love»                                          | Ganador   | [ 130 ] [ 131 ] |
| Premios Carlos Gardel                                | 2025 | Mejor canción de música urbana           | «Real Gangsta Love»                                          | Ganador   | [ 130 ] [ 131 ] |
| Premios Carlos Gardel                                | 2025 | Mejor canción de música urbana           | «Cuando te vi» (con Big One y María Becerra)                 | Nominado  | [ 130 ] [ 131 ] |
| Premios Carlos Gardel                                | 2025 | Mejor colaboración de música urbana      | «Cuando te vi» (con Big One y María Becerra)                 | Nominado  | [ 130 ] [ 131 ] |
| Premios Filo                                         | 2020 | Mejor artista musical                    | Trueno                                                       | Nominado  | [ 132 ]         |
| Premios Grammy Latinos                               | 2023 | Mejor canción de rap/hip hop             | «Dance Crip»                                                 | Nominado  | [ 133 ]         |
| Premios Grammy Latinos                               | 2024 | Mejor fusión/interpretación urbana       | «Tranky Funky»                                               | Ganador   | [ 134 ] [ 135 ] |
| Premios Grammy Latinos                               | 2024 | Mejor álbum de música urbana             | El último baile                                              | Nominado  | [ 134 ] [ 135 ] |
| Premios Heat Latin Music                             | 2023 | Mejor artista región sur                 | Trueno                                                       | Nominado  | [ 136 ]         |
| Premios Heat Latin Music                             | 2025 | Mejor artista región sur                 | Trueno                                                       | Nominado  | [ 137 ]         |
| Premios Juventud                                     | 2023 | Mejor canción en pareja                  | «Dangerous» (con Nicki Nicole)                               | Nominado  | [ 138 ]         |
| Premios Juventud                                     | 2025 | Mejor canción urbano alternativa         | «Real Gangsta Love»                                          | Pendiente | [ 139 ]         |
| Premios Konex                                        | 2025 | Urbano                                   | Trueno                                                       | Ganador   | [ 140 ]         |
| Premios Lo Nuestro                                   | 2025 | Mejor canción trap / hip-hop - urbano    | «Tranky Funky»                                               | Nominado  | [ 141 ]         |
| Premios MTV Miaw                                     | 2022 | Artistas + ido Argentina                 | Trueno                                                       | Nominado  | [ 142 ]         |
| Premios Musa                                         | 2024 | Canción internacional latina del año     | «Real Gangsta Love»                                          | Nominado  | [ 143 ]         |
| Premios Quiero                                       | 2020 | Mejor video de rap/trap/hip hop          | «C90 (Remix)» (Jhon C, Bhavi y Neo Pistea)                   | Nominado  | [ 144 ]         |
| Premios Quiero                                       | 2020 | Mejor video de rap/trap/hip hop          | «Mamichula» (con Nicki Nicole)                               | Ganador   | [ 144 ]         |
| Premios Quiero                                       | 2020 | Video del año                            | «Mamichula» (con Nicki Nicole)                               | Nominado  | [ 144 ]         |
| Premios Quiero                                       | 2024 | Mejor encuentro extraordinario           | «Cuando te vi» (con Big One y María Becerra)                 | Nominado  | [ 145 ]         |
| Premios Quiero                                       | 2024 | Mejor video artista masculino            | «Real Gangsta Love»                                          | Nominado  | [ 145 ]         |
| Premios Quiero                                       | 2024 | Mejor video de rap/trap/hip hop          | «Real Gangsta Love»                                          | Nominado  | [ 145 ]         |
| Premios Rolling Stone en Español                     | 2023 | Promesa musical del año                  | Trueno                                                       | Nominado  | [ 146 ]         |
| Premios Rolling Stone en Español                     | 2023 | Canción del año                          | «Dance Crip»                                                 | Nominado  | [ 146 ]         |
| Premios Rolling Stone en Español                     | 2023 | Canción del año                          | «Sudaka» (con Dante Spinetta)                                | Nominado  | [ 146 ]         |
| Premios Rolling Stone en Español                     | 2023 | Videoclip del año                        | «Sudaka» (con Dante Spinetta)                                | Nominado  | [ 146 ]         |
| Premios SESAC Latina                                 | 2025 | Canciones ganadores                      | «Real Gangsta Love»                                          | Ganador   | [ 147 ]         |
| Premios Tu Música Urbano                             | 2025 | Canción pop                              | «Real Gangsta Love»                                          | Nominado  | [ 148 ]         |
| TikTok Awards                                        | 2025 | Canción de año                           | «Real Gangsta Love»                                          | Nominado  | [ 149 ]         |
| Video Prisma Awards                                  | 2024 | Mejor video (Argentina)                  | «Real Gangsta Love»                                          | Nominado  | [ 150 ]         |
| Video Prisma Awards                                  | 2024 | Mejor dirección                          | «Real Gangsta Love»                                          | Nominado  | [ 150 ]         |
| Video Prisma Awards                                  | 2024 | Video urbano                             | «Real Gangsta Love»                                          | Nominado  | [ 150 ]         |
| Video Prisma Awards                                  | 2024 | Vestuario                                | «Real Gangsta Love»                                          | Nominado  | [ 150 ]         |